# Nisia thoracica
Nisia thoracica är en insektsart som beskrevs av William Lucas Distant 1917. Nisia thoracica ingår i släktet Nisia och familjen Meenoplidae. Inga underarter finns listade i Catalogue of Life.